# Reschen-hágó
A Reschen-hágó (németül: Reschenpass, olaszul: Passo di Resia) a Meran (Merano) felől húzódó Vinschgau-völgy (olaszul: Val Venosta) Spondignánál tovább folytatódik, s itt fordul észak felé a 40. sz. út és a Meranóból induló vasút Malles Venosta-ig. Utána az Etsch (Adige) folyó mentén haladó országút a 3 km hosszú Mina-tó (1449 m), majd a Reschen-tó (németül: Reschensee, olaszul: Lago di Resia) mesterségesen duzzasztott tavának gátjai mellett vezet 2800 m magas hegyek között. Így érkezünk az osztrák határra, a Reschen-hágóhoz, 1508 m), s innen néhány km-re van a svájci határ is. A hágót földrajzi helyzete tette nevezetessé: híres vízválasztó (az itt eredő Etsch (Adige) az Adriai-tengerbe ömlik, a hágó nyugati túlsó oldaláról a svájci Engadinból érkező Inn a Duna közvetítésével a Fekete-tengerbe) torkollik.

## Közlekedése
- Az északi hágóút Az Innsbruck-Bregenz főirányú távolsági közlekedési tengelyről (A12. sz autópálya, B171. sz. főút, Ibk-Bregenz vasúti fővonal) történő – a Reschen-hágóig  és tovább Bolzanóig – haladó közúti közlekedési tengely történelmileg kialakult kiágazási helye Landeck város térségében van. A város tágabb térségére vonatkozó utalást az indokolja, hogy itt a közúti fejlődés következtében több részben-egészben feladott, vagy átminősült útszakasz található – és járható be – ma is. A jelenlegi 180. sz. főút az autópálya 144. sz csomópontjából, a Landecki-(közúti)-alagúton át működik. Korábban Landeck belterültén át több – részben megszűnt, részben helyi jelentőségűvé vált – útvonal-csatlakozás létezett (pl. Fließ és az ún. Alter Zoll felé haladó, nagy (12-18%-os) szintkülönbségű útvonal). Az utóbbi egy jelenleg nagy szintkülönbségekkel nehezített helyi út, ami Karres-Arzl településeknél csatlakozik vissza a korábban jelzett kelet-nyugati közlekedési tengelyhez. (A környék helyi értékeit kereső túrázók számára vonzó, szép útvonal, melyre kis települések, szép panorámahelyek fűződnek. Ehhez a belső úthoz csatlakozó, déli irányú, hasonlóan erős szintkülönbsége út Prutz településnél csatlakozik végül a hágóúthoz.

A 6,9 kilométeres közúti alagút Fließ térségében a mélyebb terepen bujik ki, s ezt követően még egy kisebb is megismétlődik.
- A déli hágóút
- A hágónál